# シェロブ
シェロブ(Shelob)はJ・R・R・トールキンの中つ国を舞台とした小説、『指輪物語』に登場する架空の生物。メス蜘蛛の姿をした凶悪な怪物。語源は英語でかの女を現す（she）と、古英語で蜘蛛を現す（lob）を合わせたもの。

## 概要
かの女はキリス・ウンゴルのトンネルのなかに住み着いており、「黒い恐怖」と呼ばれている。
遠い昔、中つ国第一紀に冥王モルゴスに協力したマイア（またはそれ以上の別の何かの）・ウンゴリアントの末裔であり、海の底に沈んだベレリアンドに住んでいた者、恐怖の山々の山中でベレンと戦った巨大蜘蛛と同じ個体だという。姉妹や兄弟の中でも、シェロブが最も強大な個体でもあった。ベレンはその恐怖の記憶を決して人には語らなかった。かの女がいかにしてベレリアンドの破滅から逃れ、いかにして孤独な旅を続けた後にモルドールに逃れたのかはどのような話にも語られていない。ともかく、かの女はサウロンよりも、バラド＝ドゥアの最初の石が置かれるよりも早くモルドールの地（当時はそう呼ばれていなかったが）に辿り着き、生涯の地とした。
シェロブの末裔でありながら彼女に食われる運命にあった彼女の子孫は谷から谷へと旅立っていった。かつてビルボ・バギンズが闇の森で対峙したものも同種であることが『指輪物語』で言及されている。
日々を他の生命をむさぼることに費やしており、食欲が旺盛で、トンネルに入り込んだ者を毒針で弱らせ食べてしまう。その体は生きてきた長い年月の内に硬く変化し、並みの剣では致命傷を与えることは難しい。彼女のつむぐ糸は鉄線のように堅く丈夫で柔軟であり、剣で切りつけても弾いてしまうほどである。かの女はこの糸を使って、トンネル内に罠を張っている。過去幾度もそのトンネルに入り込んだ勇敢な人間やエルフたちが餌食となった。
モルドールを支配するサウロンは、直接的な主従関係は存在しなかったものの、シェロブのことを自身の「飼い猫」とみなしていた。かの女を生きながらえさせ、キリス・ウンゴルの番人として利用するため、時折自身の手下であるオークを生き餌としてかの女の巣に送り込んだ。狡猾で貪欲なかの女は、全ての動物を選り好みせず自身の食料とみなしており、弱く愚鈍なオークよりも、この秘密の抜け穴を通ろうとする間者を確実に始末するのにうってつけだったのである。無論、シェロブはサウロンの意図など意に介せず、巣に近づくものを食らい続けた。このトンネル内には、重く大きな岩で出来た仕掛け扉で仕切られた区画が存在し、そこにトンネルを見張るオークの詰め所があるが、それらオークも時々かの女の餌食になっている。
物語中では指輪奪回を目指すゴクリがかの女との密約によりフロドとサムをこのトンネルに誘い込み、シェロブにかれらを襲わせる。シェロブはフロドを毒針で刺し仮死状態にしたが、主人を殺されたと激怒したサムにつらぬき丸で切り掛かられた際に、彼を押し潰そうとして誤ってつらぬき丸の上に身を投げ出してしまって腹部を刺し貫かれる。さらに闇の中で生きていたため光に慣れていない眼を玻璃瓶（）に集められたエアレンディルの光で傷めて撃退され、巣に逃げ帰ってしまう。その後、物語では洞窟の奥底で復讐を誓いつつ、深手に苦しみ続ける描写があるのみである。そのまま死亡したのか、生き延びてなおも恐怖をばらまき続けたのか、最終的にどのような運命をたどったのかはいかなる物語にも語られていない。